# Paul J. Scheuer
Paul Josef Scheuer (* 25. Mai 1915 in Heilbronn; † 12. Januar 2003 auf Hawaii) war ein deutscher Chemiker und Hochschullehrer.

## Leben
Der 1915 in Heilbronn geborene Scheuer beendete seine Schulausbildung 1934 am Realgymnasium Heilbronn. Wegen der Nürnberger Rassengesetze konnte er als Jude in Deutschland kein Studium aufnehmen. Er begann eine Ausbildung in einer Ledergerberei. Vermittelt durch seinen Betreuer wechselte er im Dezember 1935 zu einer Gerberei im südungarischen Pécs, die auf Feinleder spezialisiert war, und arbeitete später in Simontornya. Dort brachte der technische Leiter, ein promovierter Chemiker, ihm die chemischen Hintergründe der Lederherstellung bei. Er war „fasziniert von der Chemie als intellektueller Herausforderung“ und beschloss, Chemiker zu werden. Im Jahr 1937 besuchte er Deutschland für die Beerdigung seiner Mutter ein vorletztes Mal. Bis Herbst 1938 verbrachte er Aufenthalte in Gerbereien in Jugoslawien und England.
Da die Kriegsgefahr in Europa anstieg, emigrierte er 1938 in die Vereinigten Staaten und arbeitete zunächst als Verpacker von Leder und später als Vorarbeiter in einer Gerberei in Ayer (Massachusetts). Im Herbst 1939 schrieb er sich als Abend-Student bei der Northeastern University in Boston ein und zog ein Jahr später dorthin um Vollzeit am College of Liberal Arts zu studieren, wo er 1943 einen B.S. erhielt. Anschließend wechselte er an die Harvard University und wählte Robert B. Woodward zu seinem Betreuer. Er arbeitete an Additionsreaktionen, um Ketene an Alpha-Vinylpyridin zu binden.
Für zwei Jahre und vier Monate wurde er für den Chemical Warfare Service verpflichtet, der in der U.S. Army für Chemiewaffen verantwortlich ist. Im Januar 1945 wurde er ins Camp Ritchie (Maryland) verlegt und im militärischen Nachrichtenwesen ausgebildet. Wenige Tage vor Kriegsende flog er nach Paris und reiste weiter nach Bayern. Abgesehen von den Nürnberger Prozessen bezeichnet er seine vierzehnmonatige Tätigkeit als Spezialagent in Deutschland als „ereignislos“ (englisch uneventful).
Im September 1946 nahm er sein Studium wieder auf, finanziert vom G. I. Bill. Zu seinen Ausbildern zählten Gilbert Stork und Morris Kupchan. Scheuer wurde im Jahr 1950 zum Ph.D. in organischer Chemie promoviert. Im Juli 1950 wurde er zum Assistant Professor an die University of Hawaii berufen und entschloss sich, mit seiner Verlobten Alice Dash in eine „nebulöse Zukunft“ auf der Insel aufzubrechen. Am 5. September heirateten sie in Harvard und fuhren von San Francisco mit dem Passagierschiff Lurline nach Hawaii. An der University of Hawaii blieb er bis zu seiner Emeritierung im Jahr 1985.
Paul Scheuer bekam vier Kinder. Er verstarb im Alter von 87 Jahren auf Hawaii an Leukämie.

## Werk
An der University of Hawaii kam Scheuer in Kontakt mit Forschern aus der Botanik, Meereskunde und Agrarwissenschaft. Er erkannte, dass Hawaii mit seiner weitgehend unerforschten endemischen Flora und Forschungsinstituten der Zucker- und Ananas-Industrie gute Möglichkeiten bot, zu biologischer Vielfalt und Naturprodukten zu forschen. Beispielsweise forschte er mit Rudolf Hänsel von der Freien Universität Berlin zur Kava-Pflanze, wandte sich aber bald der chemischen Ökologie mariner Ökosysteme zu. An seinem Institut wurden 20 Jahre lang die Ciguatoxine erforscht, deren Struktur sein früherer Post-Doc Takeshi Yasumoto 1989 erschließen konnte. Später beteiligte sich Scheuer am von US-Präsident Richard Nixon ausgerufenen „War on Cancer“ und entwickelte Medikamente auf Basis von Stoffen, die er aus Elysia rufescens extrahiert hatte, einer Art der Schlundsackschnecken.
Er war an knapp 300 wissenschaftlichen Artikel und Übersichtsarbeiten beteiligt. Das von ihm mitbegründete Feld der molekularen und chemischen Biotechnologie hat sich zu einer wichtigen Fachrichtung der organischen Chemie entwickelt.

## Auszeichnungen
- Seine früheren Studenten initiierten 1992 den Paul J. Scheuer award in Marine Natural Products, den er als erster Preisträger erhielt.[2]
- Im Jahr 1994 erhielt er den Ernest Guenther Award der American Chemical Society und den Research Achievement Award der American Society of Pharmacognosy.[2]
- Seit 2004 verlieh die Akademie gemeinnütziger Wissenschaften zu Erfurt den Paul-J.-Scheuer-Preis für Marine Biotechnologe und Materialforschung.

## Publikationen (Auswahl)
- Paul J. Scheuer: Chemistry of Marine Natural Products. Academic Press, New York 1973, doi:10.1016/B978-0-12-624050-4.X5001-9.
- Paul J. Scheuer (Hrsg.): Marine Natural Products: Chemical and Biological Perspectives. 5 Bände, Academic Press 1978–1983.
  - Band I, 1978, ISBN 978-0-12-624001-6, doi:10.1016/B978-0-12-624001-6.X5001-2.
  - Band II, 1978, ISBN 978-0-12-624002-3, doi:10.1016/B978-0-12-624002-3.X5001-3.
  - Band III, 1980, ISBN 978-0-12-624003-0, doi:10.1016/B978-0-12-624003-0.X5001-4.
  - Band IV, 1981, ISBN 978-0-12-624004-7, doi:10.1016/C2013-0-11462-6.
  - Band V, 1983, ISBN 978-0-12-624005-4, doi:10.1016/C2013-0-11463-8.
- Paul J. Scheuer (Hrsg.): Bioorganic Marine Chemistry. Buchreihe, sechs Bände, ISSN 0935-7092, Springer, Berlin/Heidelberg 1987–1992.
- Paul J. Scheuer (Hrsg.): Marine Natural Products – Diversity and Biosynthesis (Topics in Current Chemistry 167), Springer, Berlin/Heidelberg 1993, ISBN 978-3-540-56513-0, doi:10.1007/BFb0034368.